# Chevillon-sur-Huillard
 Chevillon-sur-Huillard  es una población y comuna francesa, situada en la región de Centro, departamento de Loiret, en el distrito de Montargis y cantón de Amilly.

## Demografía
| 434 | 481 | 636 | 901 | 1043 | 1143 |
| Para los censos de 1962 a 1999 la población legal corresponde a la población sin duplicidades (Fuente: INSEE [Consultar]) |     |     |     |      |      |